# Sieg Howdy!
Sieg Howdy! es el segundo álbum de Jello Biafra y The Melvins.  Este consiste en canciones grabadas durante las mismas sesiones de la primera colaboración Never Breathe What You Can't See pero que finalmente querdaron fuera, también incluye cuatro canciones remixadas del primer trabajo.
Tomando el material descartado de "Never Breathe What You Can't See" realizado en 2004, Jello y Melvins regresan con la misma formula y dinámica para el citado álbum. "Sieg Howdy!" abre con el clásico "Halo of Flies" de Alice Cooper con el sonido habitual de Melvins, húmedo y sucio. La canción "The Lighter Side of Global Terrorism" nace cuando Jello le pide a Melvins que hagan una toma parecida a la canción "Youth of America" de The Wipers. Las riendas se sueltan como nunca, con las destacadas "Lessons in What Not to Become" y "Those Dumb Punk Kids (Will Buy Anything)" en la cual Biafra critica abiertamente a sus excompañeros de la banda Dead Kennedys. También cuenta con una versión actual de "California Über Alles" que tiene una nueva letra escrita por Biafra esta habla de la recordada campaña que coloco a Arnold Schwarzenegger como gobernador de California, el remix de "Enchanted Thoughtfist" es la primera vez que Biafra y sus colegas conspiran con la banda Lard y Al Jourgensen.

## Lista de canciones
1. "Halo of Flies" (Cooper/Smith/Dunaway/Bruce/Buxton) – 7:43
2. "Lighter Side of Global Terrorism" [Extended Space-Melt Version] (letra: Biafra, música: Osborne) – 7:55
3. "Lessons in What Not to Become" (letra y música: Biafra) – 4:05
4. "Those Dumb Punk Kids (Will Buy Anything)" (letra: Biafra, música: Osborne) – 3:14
5. "Wholly Buy Bull" (letra: Biafra, música: Osborne) – 2:33
6. "Voted Off the Island" (letra y música: Biafra) – 0:50
7. "California Über Alles|Kali-Fornia Über Alles 21st Century [Live]" (letra: Biafra/Greenway; música: Biafra) – 3:18
8. "Dawn of the Locust [March of the Locusts Deadverse Remix]" (letra: Biafra, música: Osborne) – 5:40
9. "Enchanted Thoughtfist|Enchanted Thoughtfist [Enchanted Al Remix]" (letra: Biafra, música: Osborne) – 5:08
10. "Caped Crusader [Subway Gas/Hello Kitty Mix]" (letra: Biafra, música: Biafra/Osborne) – 7:33

- En la lista de canciones que aparece en el reverso del CD y en el Booklet, alista a Kali-Fornia Über Alles 21st Century [Live] como track número 5, Wholly Buy-Bull como 6, y Voted off the Island como 7.

## Personal
- Jello Biafra (acreditado como J Lo) - voz
- Buzz Osborne (acreditado como Kim Jong Buzzo) - Guitarra, voz
- Kevin Rutmanis (acreditado como Kevin Rutmaninoff) - bajo
- Dale Crover (acreditado como Dale E. Sitty) - batería, voz
- Adam Jones - Guitarra en tracks 3, 7, 8, 9 y 10
- David Scott Stone (acreditado como Dave "The Incredible Hulk" Stone) - bajo en track 7, voz
- Mike Scaccia - guitarra adicional en track 9
- Marshall Lawless - coros, ingeniero de sonido, Productor
- Ali G. North - coros, productor
- Jesse Luscious - coros
- Lady Monster - coros
- Tom 5 - coros
- Adrienne Droogas - coros
- John the Baker - coros
- Loto Ball - coros
- Wendy-O-Matic - coros
- Johnny NoMoniker - coros
- Toshi Kasai - ingeniero de sonido
- Matt Kelley - ingeniero de sonido
- Andy Gregg - Sonido y grabación en vivo en el track 7 (Seattle, WA: 12/30/04)
- Shawn Simmons - Grabación en vivo en el track 7 (Seattle, WA: 12/30/04)
- Jack Endino - Mezcla en track 7
- Al Jourgensen - Remezcla en track 9
- Marco A. Ramirez - Ingeniero de sonido en track 9
- Dälek - Remezcla en track 8
- Deaf Nephews (Dale Crover & Toshi Kasai) - Remezcla en track 10
- Camille Rose Garcia - Ilustraciones
- Mackie Osborne - Diseño[5]